# Meta AI
Meta AI er forsknings- og udviklingsafdelingen for kunstig intelligens (AI) under Meta Platforms Inc., tidligere kendt som Facebook Inc. Divisionen beskæftiger sig med både grundforskning og anvendt forskning inden for en bred vifte af AI-discipliner, herunder maskinlæring, natural language processing, computer vision og multimodal AI. Meta AI har til formål at fremme AI-forskning globalt, anvende teknologien i Metas egne produkter og udvikle open source-værktøjer til offentlig brug.
Meta AI blev etableret i 2013.

## Historie
Meta AI blev grundlagt som Facebook AI Research (FAIR) i 2013 med det formål at udforske de langsigtede muligheder inden for kunstig intelligens. Yann LeCun, er en anerkendt AI-forsker og pioner inden for dyb læring, som blev udnævnt til leder af initiativet. FAIR voksede hurtigt og blev kendt for sine bidrag til fundamentale AI-teknologier samt open source-værktøjer som PyTorch.
I 2021 annoncerede Facebook en ændring i selskabets navn til Meta Platforms Inc. som led i virksomhedens strategiske skifte mod at udvikle et "metavers" – en virtuel udvidelse af internettet. I den forbindelse blev alle AI-relaterede projekter samlet under det nye navn Meta AI.

## Mission og målsætninger
Meta AI's arbejde hviler på tre hovedformål:
1. Fremme den videnskabelige forståelse af kunstig intelligens.
2. Udvikle avancerede AI-teknologier til integration i Metas produkter.
3. Bidrage til det globale AI-fællesskab gennem open source og samarbejde.[7]

Organisationen beskæftiger sig både med grundforskning og med udvikling af kommercielt anvendelige løsninger til Metas platforme såsom Facebook, Instagram, WhatsApp og Meta Quest.

## Forskning og teknologi

### Natural Language Processing (NLP)
Meta AI har udviklet flere store sprogmodeller, herunder LLaMA (Large Language Model Meta AI), der konkurrerer med modeller som OpenAI's ChatGT og Googles Gemini. LLaMA-serien har opnået bred anvendelse, især efter udgivelsen af LLaMA 2 og 3 i henholdsvis 2023 og 2024. Modellerne bruges til chatbots, oversættelse, søgning og indholdsgenerering.
Meta AI har også stået bag projektet No Language Left Behind, som fokuserer på at forbedre automatisk oversættelse for lavressourcesprog.

### Computer Vision
Inden for computer vision har Meta AI udviklet selv-superviserende modeller som DINO, der kan lære fra uannoteret billedmateriale. Denne teknologi anvendes til billedgenkendelse, indholdsmoderering og i augmented reality-enheder.

### Multimodal AI
Meta AI forsker i multimodale modeller, der kan kombinere tekst, billeder, lyd, video og sensoriske data. Et eksempel er ImageBind, en model der forbinder seks forskellige typer data i én samlet forståelse.

### Selv-superviseret læring
Meta AI er blandt de førende i udviklingen af selv-superviseret læring, hvor AI-modeller trænes uden behov for manuelt annoteret data. Dette gør det muligt at udnytte store mængder rå data mere effektivt og har været et nøgleprincip i flere af divisionens projekter.

## Produkter og anvendelse
Meta AI's teknologi er integreret i flere af Metas produkter. Det mest fremtrædende eksempel er Meta AI Assistant, en sprogmodelbaseret chatbot lanceret i 2024, som er baseret på LLaMA 3. Assistenten er integreret i:
- Facebook og Instagram (i søgning og chats)
- Messenger og WhatsApp
- Ray-Ban Meta-briller (som stemmeassistent)
- Meta Quest-headsets

Assistenten kan udføre opgaver som at besvare spørgsmål, generere tekst, analysere billeder og fungere som en digital hjælper i dagligdagen.

## Konkurrence og position i branchen
Meta AI opererer i konkurrence med en række andre store aktører inden for AI:
- OpenAI (chatGPT-serien)
- Google DeepMind (Gemini, AlphaFold)
- Anthropic (Claude)
- Microsoft (via samarbejde med OpenAI)
- Amazon AI

Meta skiller sig ud ved sin satsning på open source, fokus på multimodalitet og anvendelse af AI i sociale og virtuelle produkter.